# Xavier Girard
Pour les articles homonymes, voir Girard.
Xavier Girard, né le 14 février 1970 à Saint-Martin d'Hères, est un coureur français du combiné nordique.

## Biographie
Licencié au club d'Autrans, il fait ses débuts internationaux aux Jeux olympiques de Calgary en 1988, terminant 32e en individuel et huitième par équipes.
Aux Championnats du monde junior 1989, il est médaillé d'argent par équipes. Cet hiver, il fait ses premiers pas dans la Coupe du monde, où il marque ses premiers points et monte sur son seul podium individuel à Thunder Bay, s'y classant deuxième.
Deux ans plus tard aux Championnats du monde sénior à Val di Fiemme, il prend la médaille d'argent par équipes avec Fabrice Guy et Francis Repellin. 
Pour son ultime année dans le circuit mondial, il est treizième des Jeux olympiques de 1992.

## Palmarès

### Jeux olympiques
| Épreuve / Édition | Calgary 1988 | Albertville 1992 |
| Individuel        | 32e          | 13e              |
| Par équipes       | 8e           |                  |

### Championnats du monde
| Épreuve / Édition | Val di Fiemme 1991 |
| Par équipes       | Argent             |

### Coupe du monde
- Meilleur classement général : 19e en 1989.
- 1 podium individuel : 1 deuxième place.

#### Différents classements en Coupe du monde
| Année | Classement général final |
| 1989  | 19e                      |
| 1990  | 35e                      |
| 1991  | 23e                      |
| 1992  | 33e                      |

### Championnats du monde junior
| Épreuve / Édition | Vang 1989 |
| Par équipes       | Argent    |